# Gmina Kobylnica
Die Gmina Kobylnica ist eine Stadt-und-Land-Gemeinde im Powiat Słupski der Woiwodschaft Pommern in Polen. Ihr Sitz ist die gleichnamige Stadt (deutsch Kublitz, auch Königlich Kublitz, kaschubisch Kòbëlnica, auch Kòbëlnëcô) mit etwa 4000 Einwohnern.

## Geographie
Die Gemeindefläche beträgt 244,95 km², von ihr werden 60 % landwirtschaftlich und 30 % forstwirtschaftlich genutzt. Der Landschaftsschutzpark Stolpetal (Park Krajobrazowy Doliny Słupi) reicht in das Gebiet der Gmina hinein. Kobylnica ist vier Kilometer von Słupsk (Stolp) in  Hinterpommern entfernt.

## Geschichte
Die damalige Landgemeinde gehörte von 1975 bis 1998 zur Woiwodschaft Słupsk. Zum 1. Januar 2025 wurde Kobylnica zur Stadt erhoben und die Gemeinde damit von einer gmina wiejska (Landgemeinde) zu einer gmina miejsko-wiejska (Stadt-Land-Gemeinde).

## Gliederung
Zur Gmina Kobylnica gehören 25 Dörfer mit Schulzenämtern:
| - Bolesławice (Ulrichsfelde) - Bzowo (Besow) - Kobylnica (Kublitz) - Komiłowo (Keudellshof) - Komorczyn (Kummerzin) - Kończewo (Kunsow) - Kruszyna (Krussen) - Kuleszewo (Kulsow) - Kwakowo (Quackenburg) - Lubuń (Labuhn) - Lulemino (Lüllemin) - Łosino (Lossin) - Płaszewo (Wendisch Plassow, 1937–45 Plassenberg) | - Reblino (Reblin) - Runowo Sławieńskie (Klein Runow) - Sierakowo Słupskie (Zirchow) - Słonowice (Groß Schlönwitz) - Słonowiczki (Klein Schlönwitz) - Sycewice (Zitzewitz) - Ściegnica (Ziegnitz) - Widzino (Veddin) - Wrząca (Franzen) - Zagórki (Sagerke, 1937–45 Brackenberg) - Zębowo (Symbow) - Żelkówko (Klein Silkow) |

## Verkehr
Durch das Gemeindegebiet führt die Europastraße 28 (Berlin–Stettin–Koszalin–Danzig–Königsberg–Vilnius–Gomel) und die Landesstraße DK 21 von Słupsk nach Miastko (ehemals deutsche Reichsstraße 125).
Die Strecke (Berlin–Stettin–) Stargard–Koszalin–Danzig (–Kaliningrad) verläuft durch das Gemeindegebiet, hat aber dort keine Bahnstation. Der Bahnhof Kobylnica steht an der Linie Ustka – Słupsk – Miastko (Rummelsburg) – Szczecinek (Neustettin) – Piła (Schneidemühl).